# Brookford (Caroline du Nord)
Brookford est une ville américaine située dans le comté de Catawba dans l'État de Caroline du Nord. En 2010, sa population était de 382 habitants.

## Démographie
| 1910 | 1920 | 1930 | 1940 | 1950 | 1960 |
| ---- | ---- | ---- | ---- | ---- | ---- |
| 725  | 709  | 694  | 910  | 768  | 596  |

| 1970 | 1980 | 1990 | 2000 | 2010 | - |
| ---- | ---- | ---- | ---- | ---- | - |
| 590  | 467  | 451  | 434  | 382  | - |

## Source de la traduction
- (en) Cet article est partiellement ou en totalité issu de l’article de Wikipédia en anglais intitulé « Brookford, North Carolina » (voir la liste des auteurs).